# Patrick Moran
Patrick Moran   (Sydney, 14 de juliol de 1917 - Canberra, 19 de setembre de 1988), conegut com Pat Moran, va ser un matemàtic i estadístic australià.

## Vida i Obra
Fill d'un metge especialitzat en càncer que va ser un dels pioners en aplicar la radioteràpia i que viatjava sovint a Europa, Moran va fer els estudis secundaris a Sydney amb diverses interrupcions pels viatges paterns. El 1934 va iniciar estudis de matemàtiques a la universitat de Sydney, contra l'opinió del seu pare, que volia que fos metge. En graduar-se el 1937 va anar al St. John's College de la universitat de Cambridge per continuar estudis de matemàtiques, matèria en la qual es va graduar el 1939. Durant la Segona Guerra Mundial va fer recerca militar, primer al Ministeri de Subministraments britànic (1940-1943) i després a l'Oficina d'Enllaç Científica d'Austràlia a Londres (1943-1945). A Cambridge havia estat fortament influenciat per l'analista Abram Bezikóvitx qui no va voler dirigir la seva tesi i, com que tampoc avançava amb el tutor assignat Frank Smithies, va decidir acceptar una plaça d'investigador sènior en estadística a la universitat d'Oxford, en la qual va romandre fins al 1952 quan va retornar al seu país per incorporar-se com professor d'estadística a la universitat Nacional Australiana a Canberra.
A la universitat Australiana va crear el departament d'estadística, del qual van sortir una notable quantitat d'estadístics ben preparats. Després de jubilar-se formalment el 1982, va continuar col·laborant amb la unitat de recerca en psiquiatria social de la universitat, fins al 1987 quan va patir un ictus que el va incapacitar. Va morir l'any següent a Canberra.
Moran va publicar quatre llibres d'estadística:
- The Theory of Storage, 1959
- The Statistical Processes of Evolutionary Theory, 1962
- Geometrical Probability, 1963
- An Introduction to Probability Theory, 1967

i gairebé dos-cents articles científics.
Les seves aportacions més notables van ser l'estadístic mostral anomenat I de Moran que mesura l'autocorrelació espacial i l'anomenat Efecte Moran que intenta explicar les fluctuacions de les densitats de diferents poblacions d'éssers vius i que a tingut un fort impacte en l'ecologisme.